# (301511) Hubinon
(301511) Hubinon est un astéroïde de la ceinture principale.

## Description
(301511) Hubinon est un astéroïde de la ceinture principale. Il fut découvert le 19 mars 2009 à l'observatoire de Saint-Sulpice par Bernard Christophe. Il présente une orbite caractérisée par un demi-grand axe de 3,05 UA, une excentricité de 0,04 et une inclinaison de 10,4° par rapport à l'écliptique.
Il est nommé d'après l'auteur belge de bandes dessinées Victor Hubinon.